# Andreas Rinkel

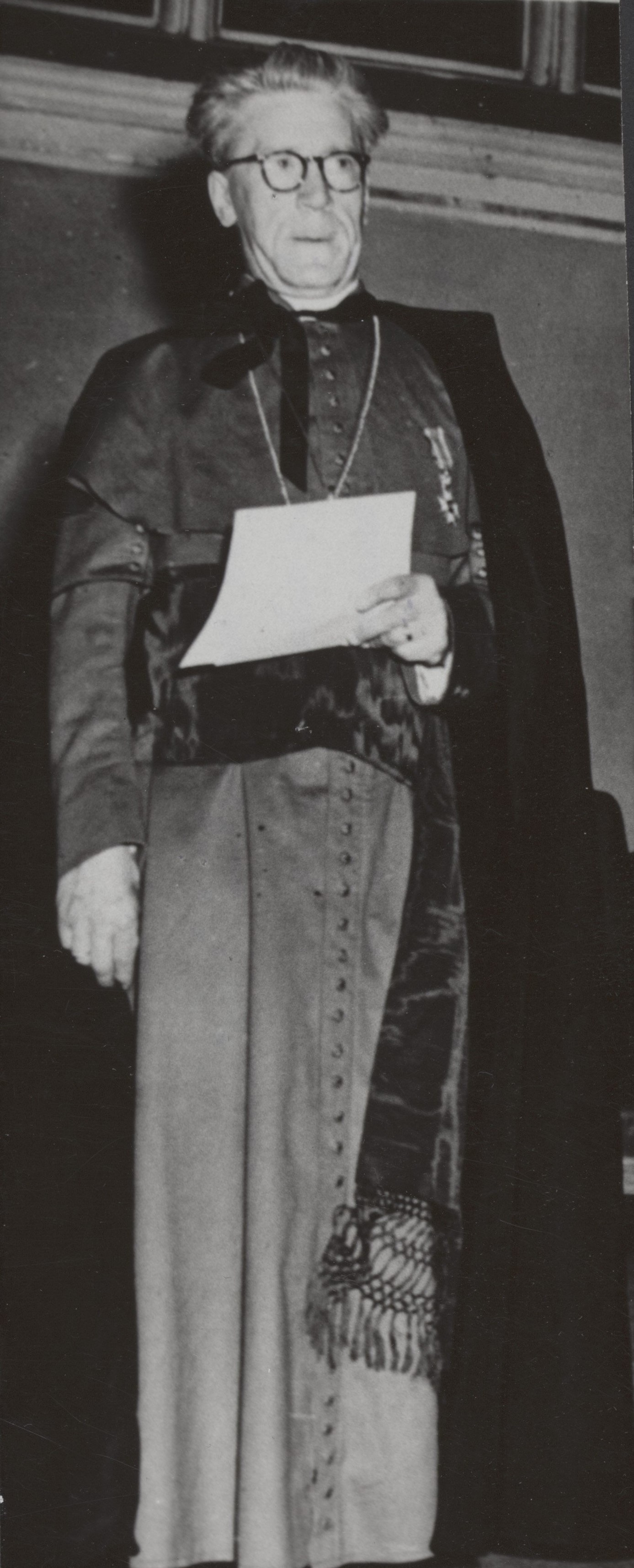
Erzbischof A. Rinkel

Andreas Rinkel (* 10. Januar 1889 in Nieuwer-Amstel; † 25. März 1979 in Utrecht) war von 1937 bis 1970 der dreizehnte alt-katholische Erzbischof von Utrecht.

## Leben

### Kindheit und Jugend
Rinkel wuchs in bescheidenen Verhältnissen als fünfzehntes von insgesamt siebzehn Kindern auf, von denen jedoch nur sieben das Erwachsenenalter erreichten. Zunächst besuchte er die Volksschule in Nieuwer-Amstel, wo sein Vater eine Bäckerei führte. Im Jahre 1899 zog die Familie nach Amsterdam, hier absolvierte er bis 1901 die Grundschule.
Als Seminarist besuchte er ab 1902 zunächst den vorbereitenden Kurs am Gymnasium in Amersfoort. Nachdem er diesen mit hervorragenden Ergebnissen abgeschlossen hatte, begann er 1904 das eigentliche theologische Studium, das bis 1911 dauerte.

### Studium und Priesteramt
Zu Beginn des 20. Jahrhunderts standen Bildung und Spiritualität im Amersfoorter Seminar noch stark unter dem Einfluss von Port-Royal, der im Jahre 1709 gewaltsam liquidierten französischen Hochburg des Jansenismus. Von einem Streben nach Reform und Revitalisierung, wie bei altkatholischen Bewegungen in anderen Ländern, war relativ wenig zu spüren. Das Hauptwerk des Franzosen Pasquier Quesnel, Réflexions morales sur le Nouveau Testament (1671), diente als Betrachtungsstoff, während Dogmatik noch immer aus dem vom Ende des 18. Jahrhunderts stammenden Handbuch von Joseph Valla, einem ebenfalls französischen Theologen, gelehrt wurde. Bei Rinkel wuchs deshalb bereits während seines Studiums die Erkenntnis, dass eine Neuorientierung des Lehrplans im Seminar dringend notwendig sei.
Am 25. Januar 1914 schloss er seine Seminarzeit mit der Priesterweihe in der Seminarkapelle ab. Gut drei Monate später wurde er zum Pfarrer in Enkhuizen ernannt. Als Mitglied des Klerus im Bistum Haarlem zeigte er sich in Veröffentlichungen als ein Befürworter von Reformen, darunter der Abschaffung des obligatorischen Zölibats. Nach dessen Wegfall im Jahre 1922 heiratete Rinkel am 17. Juli 1923 – wie zur gleichen Zeit einige seiner Kollegen – seine Haushälterin Cornelia Anna van Nus (1877–1952).
Bis 1920 arbeitete er als Pfarrer in Enkhuizen und danach in Amersfoort, wo er seit dem Herbst 1921 zugleich eine Professur für Dogmatik und Ethik am dortigen Priesterseminar innehatte. Zuvor hatte er bereits Studien über die Arbeit von mehreren Theologen und Kirchenhistorikern betrieben, vor allem aus Ländern außerhalb der Niederlande; so etwa über den reformierten Theologen Herman Bavinck, den deutschen Lutheraner Reinhold Seeberg und den Anglikaner Arthur Headlam, die in ihren Veröffentlichungen einen Dialog zwischen den religiösen Denkrichtungen und – wie etwa Headlam – „wahres Lernen von anderen“ forderten. Mit Professor Rinkel waren nun auch die lang ersehnten Reformen im Lehrplan des Seminars umzusetzen. Vallas Buch verschwand vom Lehrplan und wurde durch ein von ihm erstelltes Curriculum ersetzt, das viele neue Inhalte einbrachte. Später distanzierte sich Rinkel allerdings wieder von manchen dieser Auffassungen. Einem Vertrauten gegenüber bezeichnete er sie als „eine unkatholische, unliturgische Phase mit protestantischen Neigungen“.
Während der Jahre in Amersfoort war Rinkel nicht allein als Dozent und Schriftsteller aktiv, auf Niederländisch wie auf Deutsch, er vernachlässigte dabei auch nicht seine seelsorgerischen Aufgaben. Rinkel verband eine kleine Figur mit einem heftigen Temperament, das er durchaus nicht verbarg. Ebenso hegte er ein großes Interesse an der Musik, er galt nicht nur als hervorragender Pianist und Organist, sondern komponierte auch Messen und Kirchenlieder.
Im Jahre 1926 wurde er Mitglied des Utrechter Metropolitan-Kapitels.
Rinkel bewies sich zudem als Verfechter der ökumenischen Bewegung. Im Jahre 1931 spielte er eine wichtige Rolle bei der Formulierung des Bonn Agreement, das die volle sakramentale Gemeinschaft zwischen der anglikanischen und der altkatholischen Kirche begründete. Sein Verhältnis zur Anglikanischen Kirche blieb auch danach herzlich. Im Jahr 1935 wurde Rinkel der erste Vertreter der alt-katholischen Kirche der Niederlande im Ökumenischen Rat der Kirchen.

## Bischofsamt

### Anfänge
Als im Februar 1937 Erzbischof Franciscus Kenninck starb, wurde Rinkel zu dessen Nachfolger gewählt. Am 15. Juni 1937 fand in der Utrechter Kathedrale St. Gertrud die Bischofsweihe durch Johann Hermann Berends, den Bischof von Deventer, statt. Bis 1948 setzte Rinkel seine Lehrveranstaltungen am Seminar in Amersfoort fort.
Für die Neuorientierung seines theologischen Denkens in späteren Phasen seines Lebens war der Kontakt mit dem Schweizer christkatholischen Theologieprofessor und Bischof Urs Küry von großer Bedeutung. Zwischen Rinkel und Küry entwickelte sich eine herzliche persönliche Freundschaft.
Nach seinem Amtsantritt erregte Rinkel ein wenig Aufsehen, weil er nicht in das so genannte „Französische Haus“ am Utrechter Mariaplaats zog, das seit Mitte des 19. Jahrhunderts die Residenz der alt-katholischen Erzbischöfe war. Er hielt es für zu groß und wusste, dass es in einem baufälligen Zustand war. Daher wählte er ein Haus an anderer Stelle in Utrecht, an der Emmalaan.
1939 wurde Rinkel Mitglied des Ehrenkomitees für das große nationale Willibrord-Gedenken. Nach der Eröffnung der Ausstellung zu diesem Anlass am 15. Juni 1939 trafen sich die drei niederländischen alt-katholischen Bischöfe mit dem römisch-katholischen Erzbischof von Utrecht Jan de Jong, der die Initiative zu einem „freundlichen Gespräch“ ergriffen hatte. Dies war insofern ein historisches Treffen, als solche informellen Kontakte das Ende einer Jahrhunderte währenden Haltung in beiden Kirchen markierten, einander zu ignorieren und zu bekämpfen.

### Deutsche Besatzung
Während der deutschen Besatzung versuchte Rinkel, so weit wie möglich Konflikte mit den Besatzern zu vermeiden. Er scheute sich jedoch nicht, wiederholt zu zentralen Fragen eindeutig Stellung zu nehmen, so etwa zu der von den Deutschen verlangten Vorlage der Kollektenpläne und zur Zwangssterilisation von Juden, die in so genannten „Mischehen“ lebten. Im Jahr 1941 berief er den damaligen Dompfarrer von St. Gertrudis, Engelbertus Lagerwey, zum Bischof von Deventer, obwohl dieser als Unterstützer der Widerstandsbewegung galt.

### Nach 1945
Die Nachkriegsjahre standen vor allem unter dem Zeichen des Wiederaufbaus. In der Alt-Katholischen Kirche in den Niederlanden verlief dieser ohne große Schwierigkeiten und es kam zu einer Vertiefung der ökumenischen Kontakte, die Rinkels volle Zustimmung erhielt.
Aufwändiger gestaltete sich dagegen der Aufbau des kirchlichen Lebens im kommunistisch beherrschten Osteuropa. Dies stellte für Rinkel ein wichtiges Anliegen dar, weil er als Erzbischof von Utrecht von Amts wegen Vorsitzender der Internationalen Bischofskonferenz, des höchsten beratenden Organs der Altkatholischen Kirche, und in dieser Funktion verantwortlich für die Schwesterkirchen hinter dem „Eisernen Vorhang“ war.
Auf persönliches Einwirken Rinkels hin veröffentlichte der deutsche alt-katholische Bischof  Erwin Kreuzer zu Ostern 1946 einen Hirtenbrief, in dem er offen bekannte, dass die deutschen Alt-Katholiken an den Verbrechen des NS-Regimes mitschuldig waren.
Am 8. November 1970 legte Rinkel das Amt des Erzbischofs nieder, er war der erste Erzbischof von Utrecht, der aus diesem Amt in den Ruhestand ging. Er selbst dachte, dass für ihn die Zeit gekommen war, sich zurückzuziehen. Andere meinten, es wäre Zeit für einen neuen Erzbischof mit mehr Verständnis für die jüngsten Entwicklungen in der Kirche. Utrecht blieb sein Wohnort, auch als sein Gesundheitszustand sich so sehr verschlechterte, dass Lesen, Schreiben und Klavierspielen ihm unmöglich wurden.
Nach dem Tod seiner Frau 1952 genoss Rinkel ein Vierteljahrhundert lang die Fürsorge der dreißig Jahre jüngeren Greet Roos. Er hatte sie als junges Gemeindemitglied in Amersfoort kennengelernt. Später begleitete sie ihn auf seinen Reisen, und er war ihr in ihrer beruflichen Entwicklung als Krankenschwester behilflich. In Anerkennung ihrer Hingabe und Sorge um ihn wünschte der mittlerweile hochbetagte Rinkel, dass sie in Zukunft seinen Namen tragen sollte, und so bot er ihr zweimal – 1977 und 1978 – die Eheschließung an. Rinkels Wunsch stieß jedoch auf heftigen Widerstand bei etlichen Führern der Kirche, die Befürchtungen vor negativen Reaktionen im In- und Ausland hegten. Die Eheschließung wurde letztlich nicht genehmigt.
Im Jahr 1979 starb Andreas Rinkel im Alter von neunzig Jahren.

## Wirkung
Andreas Rinkel gilt als profilierter Autor und Redner mit hervorragendem Stil. Für seine Verdienste als Theologe wurden ihm zwei Ehrendoktorwürden verliehen: die eine im Jahr 1938 von der Christkatholischen Theologischen Fakultät der Universität Bern; die andere vom Bischöflichen General Theological Seminary in New York im Jahr 1966. Die Kraftquelle seines Lebens war – in seinen eigenen Worten – „ein mühselig angefochtener Glaube“, den er sich „durch Denken und Zweifeln“ hatte aneignen müssen.